# Ronald Sega
Ronald Michael Sega (Cleveland,4 de dezembro de 1952) é um astronauta norte-americano.
Formado em Matemática e Física pela Academia da Força Aérea dos Estados Unidos e com doutorado em engenharia elétrica pela Universidade do Colorado, completou seu treinamento como piloto em 1976 e tornou-se instrutor até o fim dos anos 70, acumulando cerca de 4 mil horas de voo. Trabalhando e ensinado em sua área nos anos 80, ele foi o principal pesquisador do Wake Shield Facility, uma plataforma espacial científica que voou na missão STS-60 Discovery, sua primeira missão no espaço.
Em julho de 1991 ele foi qualificado como astronauta e em 1994 assumiu as funções de diretor de operações da NASA na Cidade das Estrelas, Rússia.

## Astronauta
Sega foi pela primeira vez ao espaço em 3 de fevereiro de 1994, na nave Discovery, missão STS-60, a primeira de programa conjunto conjunto russo-americano Shuttle-Mir, e que ela primeira vez transportou um russo no ônibus espacial, o cosmonauta Sergei Krikalev.
Em março de 1996, participou de sua segunda missão, na STS-76 Atlantis, outra missão de acoplagem com estação russa Mir, como especialista de carga, responsável pelo funcionamento e experiências de diversos equipamentos científicos a bordo, além do planejamento das operações em órbita e onde passou mais nove dias no espaço.

## Pós-NASA
Sega deixou a NASA após o seu segundo voo, para assumir a vaga de deão e professor de engenharia na Universidade do Colorado. Em 2001 foi nomeado assistente da Secretaria de Defesa  para Programas Biológicos Químicos e Nucleares e em 2005 tornou-se sub-secretário da Força Aérea dos Estados Unidos.